# Beta Fornacis
Désignations
Beta Fornacis (β Fornacis / β For) est une étoile géante de la constellation australe du Fourneau. Elle est visible à l'œil nu avec une magnitude apparente de 4,46. Sur la base d'une parallaxe annuelle de 18,89 mas, elle est située à environ 173 années-lumière du Soleil. À cette distance, sa magnitude visuelle est réduite d'un facteur d'extinction interstellaire de 0,1.

## Description
Beta Fornacis est une étoile géante évoluée de type spectral G8 III. C'est une géante du red clump, ce qui signifie qu'elle a déjà subi le flash de l'hélium et qu'elle génère actuellement son énergie par la fusion de l'hélium dans son cœur,. Elle a une masse estimée à 1,53 fois celle du Soleil et a gonflé jusqu'à 11 fois le rayon du Soleil. Elle émet 55 fois la luminosité solaire par son atmosphère extérieure avec une température effective de 4 820 K.
Beta Fornacis a un compagnon visuel, CCDM J02491-3224B, de magnitude apparente 14,0. En 1928, il se situait à une séparation angulaire de 4,80 secondes d'arc avec un angle de position de 67°. Il apparaît être un compagnon purement optique. À environ trois degrés au sud-ouest se trouve l'amas globulaire NGC 1049.